# Måttstock

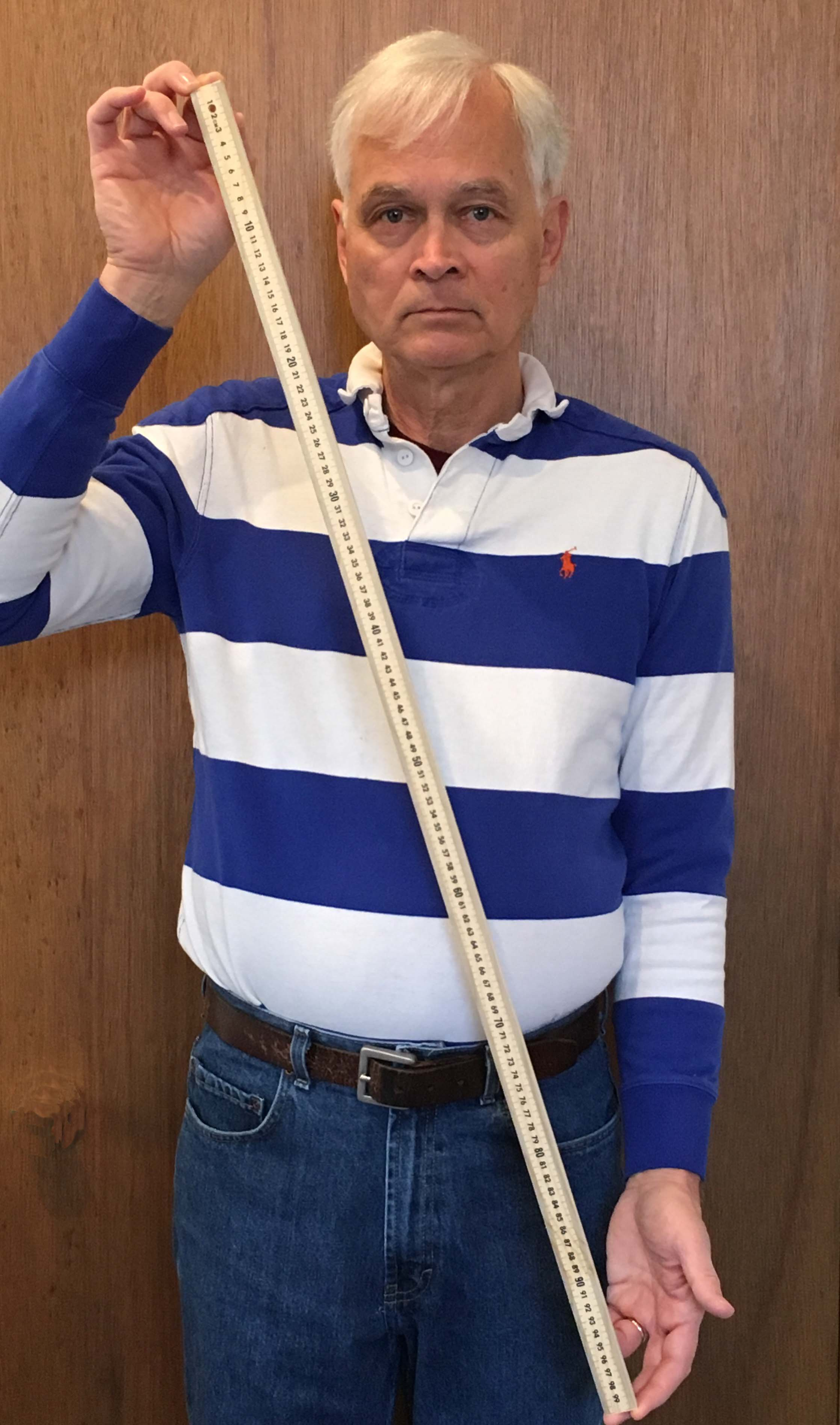
En måttstock indelad i 1000 mm och märkt med 100 cm.

En måttstock är ett graderat mätverktyg av trä, glasfiber eller aluminium. En måttstock kan bestå av en solid pinne eller kan vara hopfällbar och kallas då tumstock, ibland meterstock. Måttstockar kan vara graderade med huvudskalan i centimeter eller tum. Karakteristiskt för en måttstock är att graderingen på ena sidan går från vänster till höger, medan "baksidan" är graderad från höger till vänster. Detta ger många tillämpningar, då mått kan tas omväxlande från vänster och från höger. Måttstocken har med tiden delvis ersatts av annan mätutrustning, men används särskilt vid träarbeten och byggen.

## Historik

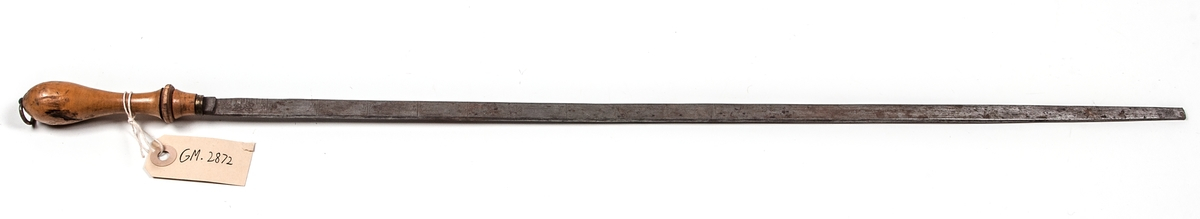
Alnstock

Måttstockar har funnits sedan antiken. Den moderna vikbara måttstocken uppfanns av chalmersingenjören Karl-Hilmer Johansson Kollén år 1883.

## Solida måttstockar

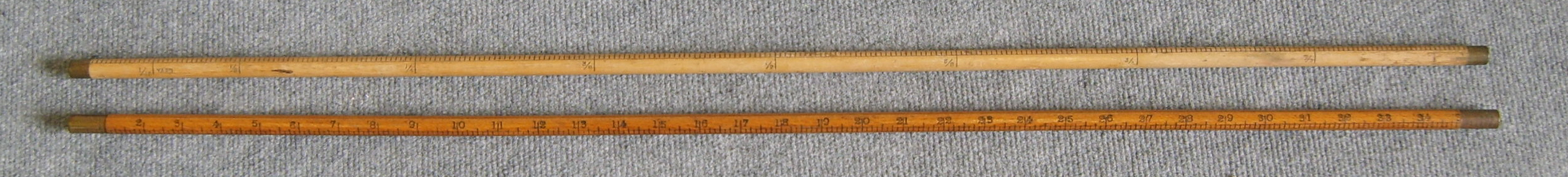
Två måttstockar i trä med mässingsändar. Markerade med tum och uppdelning av yard.

Solida måttstockar kan till viss del likna linjaler men är tjockare i tvärsnittet. De äldsta måttstockarna var tillverkade av trä (särskilt träslaget oxel användes), men även metall och ben förekom.

## Vikbara måttstockar

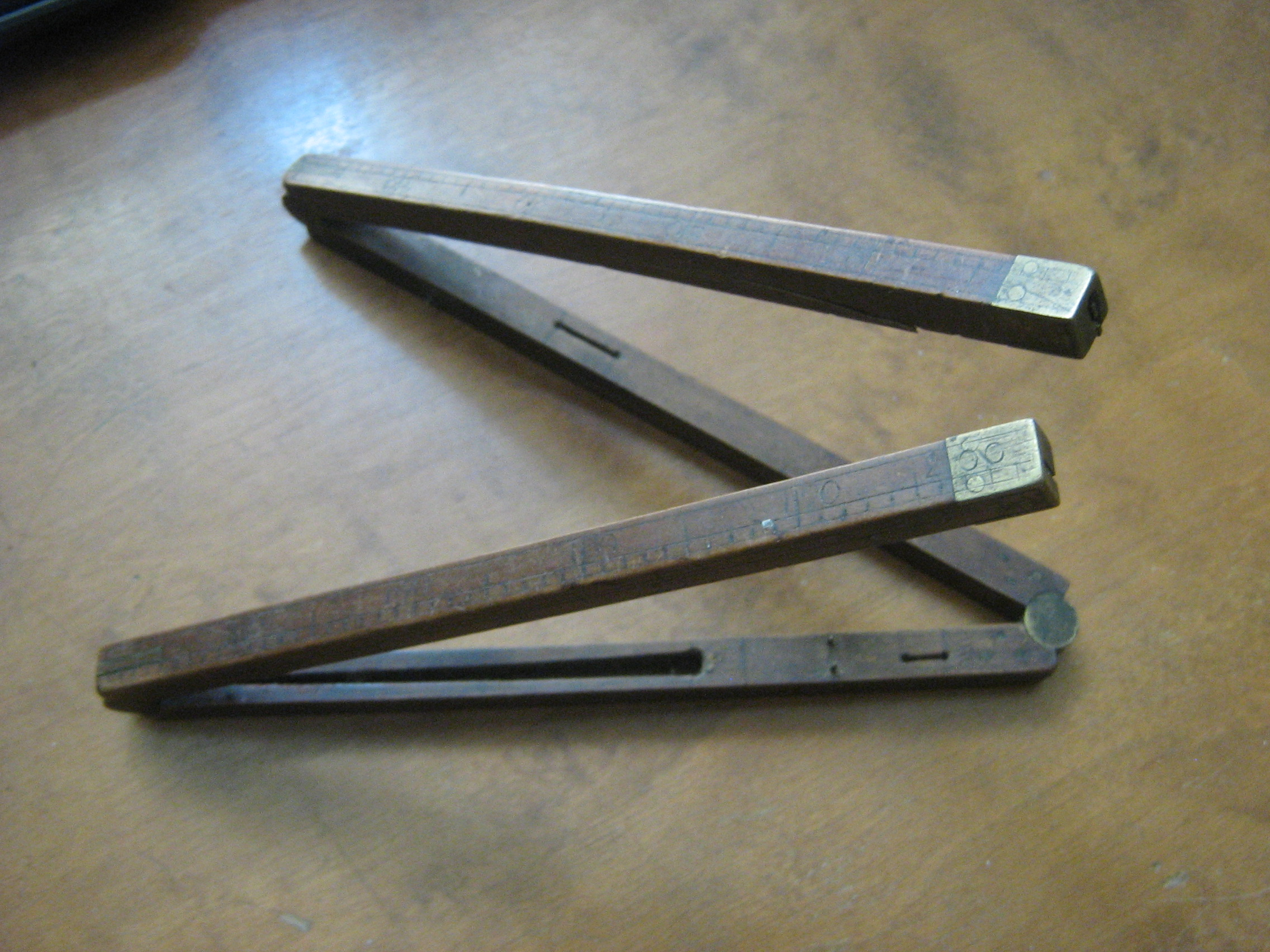
Tumstock, måttskalor för decimallinjer, svenska tum och tunnrymd.

Vikbara måttstockar tillverkas främst av trä, plast eller aluminium (speciellt för användning inom plåt och metall). Lederna är ofta tillverkade av fjäderstål. Det förekommer många måttstockar med reklampåtryck från diverse brädgårdar och varuhus, med eller utan angivelse av tillverkare.

### Meterstock
Meterstocken har vanligtvis en längd på två meter och är metriskt graderad i centimeter och millimeter.

### Tumstock
En tumstock är en måttstock graderad med en kombination av tum och centimeter.